# ハチゴロウの戸島湿地
ハチゴロウの戸島湿地（ハチゴロウのとしましっち）は、兵庫県豊岡市城崎町戸島地区にある市立の湿地。山陰海岸国立公園第3種特別地域に指定された環境保全拠点で、ラムサール条約登録地の「円山川下流域・周辺水田」に含まれている。

## 概要
山陰海岸国立公園と日本の重要湿地500に指定された円山川の右岸に位置し、円山川からの淡水と日本海からの汽水、山からの湧水が混在する面積3.8haの湿地である。
日本では1971年に絶滅した環境省のレッドデータブック絶滅危惧種IA類に指定されている特別天然記念物コウノトリの生息拠点となっているほか、絶滅危惧種II類に指定されている一年草のミズアオイが大量に群生しており、その規模は日本有数と評価されている。他にもアサザ属ヒメシロアサザ、ミズオオバコなどの稀少水生植物、ナマズや鯉、ハゼなどの魚類が生息している。このような様々な貴重種が生息することから「生態系の宝庫」とも言われている。
2002年に雄の野生コウノトリが飛来して以降、コウノトリ野生復帰事業の一環として豊岡市が整備を進め、2009年4月2日に完成した。同施設では管理棟・野鳥観察棟、人口巣塔をはじめ、淡水湿地、汽水湿地、山際湿地などの各種湿地が整備されておりコウノトリをはじめとした野鳥の生息拠点として、環境教育の拠点として、あるいは観光拠点としても活用されている。

### ハチゴロウ
2002年8月5日、湿田だったこの地に一羽の野生のコウノトリが舞い降りた。この雄の野生コウノトリは中国大陸から飛来したとされ、確認された日にちなんで「ハチゴロウ」と名づけられた。以来5年近くにわたり豊岡市に留まって生活を続け、地域住民や愛好家らに親しまれていたが、2007年（平成19年）2月6日から行方不明となり、同2月27日に同市金剛寺の山林で死亡しているのを兵庫県立コウノトリの郷公園の関係者と獣医師が確認した。コウノトリ野生復帰事業においてハチゴロウのもたらした影響は大きく、野生のコウノトリは通常どのような行動をとるのか？など多くのヒントを得る事が出来た。これらの功績を称えるとともに、市民に親しまれた記憶を風化させないよう、保全した湿地に名前を残すこととなった。

## 施設概要
- 面積 - 3.8ha
- 管理棟
- 浮遊式の野鳥観察棟（定員25人・面積34.5m2・高さ3.35m）
- 人工巣塔
- 仕切堤防
- 河川ゲート（フラップを設けた起状ゲート）
- 汽水湿地0.7ha
- 淡水湿地2.5ha
- 山際湿地

## 沿革
- 2002年（平成14年）8月5日 - ハチゴロウが飛来する
- 2007年（平成19年）
  - 2月6日 - ハチゴロウが行方不明となる
  - 2月27日 - ハチゴロウの死亡を確認
  - 9月22日 - 3羽のコウノトリを放鳥
- 2009年（平成21年）
  - 2月6日 - 汽水、淡水、湧き水を引き入れ
  - 4月2日 - 戸島湿地が完成
  - 4月3日 - コウノトリのひな3羽が誕生する
  - 4月15日 - ライブカメラが設置される
  - 4月21日 - ひな3羽が元気に成長していることを確認
  - 5月15日 - ひな3羽が別のコウノトリに襲われる
  - 5月18日 - ひな1羽が死亡（孵化後45日目）
  - 6月9日 - 人工巣塔からヒナが巣立ち（孵化後68日目）
  - 6月11日 - 人工巣塔からヒナが巣立ち（孵化後70日目）
  - 9月6日 - ミズアオイまつりが開催される
  - ハチゴロウの戸島湿地を舞台とした図書「おかえりコウノトリ」発刊
- 2010年（平成22年）
  - 2月21日 - 今年初のコウノトリの産卵を確認
  - 2月22日 - ヴァイオリニスト「木野雅之」が来訪し演奏会を披露
- 2012年（平成24年）7月3日 - ラムサール条約の登録地となった

## 利用情報
- 入場料 - 無料（募金）
- 開設 - 9時～17時
- 休場 - 毎週火曜日、年末年始

## 所在地・交通アクセス
- 兵庫県豊岡市城崎町今津1362
- 西日本旅客鉄道山陰本線城崎温泉駅下車、徒歩約15分（1.2km）

地図サイトで検索した際は正確な位置ではないので注意。

## 周辺情報
- 楽々浦湾
- 城崎温泉
- 兵庫県立円山川公苑